# レッドブルー
『レッドブルー』（英語: RED BLUE）は、波切敦による日本の漫画。『週刊少年サンデー』（小学館）にて2022年7号より連載中。
2024年9月18日発売の『週刊少年サンデー』43号にテレビドラマ化が発表され、同年12月より毎日放送にてテレビドラマが放送された。

## 登場人物
鈴木青葉（すずき あおば）
主人公。性格が捻くれている。幼い頃から喘息持ちで身体が弱く、昔から同級生だった拳心に苦手意識を抱えており『拳心に一発喰らわせる』事を目標としてMMAを始めた。目標の為なら素直にアドバイスを聞き入れる柔軟さを持つがMMAではひたすらに相手の弱点を責める陰湿さを持った寝技を中心としたスタイルで戦う。

## 書誌情報
- 波切敦 『レッドブルー』 小学館〈少年サンデーコミックス〉、既刊14巻（2025年6月18日現在）
  1. 2022年4月18日発売[4][小 1]、ISBN 978-4-09-851123-5
  2. 2022年6月17日発売[小 2]、ISBN 978-4-09-851124-2
  3. 2022年9月15日発売[小 3]、ISBN 978-4-09-851264-5
  4. 2022年12月16日発売[小 4]、ISBN 978-4-09-851479-3
  5. 2023年3月16日発売[小 5]、ISBN 978-4-09-851773-2
  6. 2023年6月16日発売[小 6]、ISBN 978-4-09-852125-8
  7. 2023年9月15日発売[小 7]、ISBN 978-4-09-852843-1
  8. 2023年12月18日発売[小 8]、ISBN 978-4-09-853050-2
  9. 2024年3月18日発売[小 9]、ISBN 978-4-09-853180-6
  10. 2024年6月18日発売[小 10]、ISBN 978-4-09-853378-7
  11. 2024年9月18日発売[小 11]、ISBN 978-4-09-853574-3
  12. 2024年12月18日発売[小 12]、ISBN 978-4-09-853806-5
  13. 2025年3月18日発売[小 13]、ISBN 978-4-09-854021-1
  14. 2025年6月18日発売[小 14]、ISBN 978-4-09-854152-2

## テレビドラマ
2024年12月18日（17日深夜）から2025年2月12日（11日深夜）まで毎日放送の「ドラマイズム」枠で放送された。主演は木村慧人。

### キャスト

#### シャークジム
鈴木青葉（すずき あおば）
演 - 木村慧人（FANTASTICS）（幼少期：岩川晴）
日陰者の道を歩んできた根暗な高校1年生。
岩瀬三之助（いわせ さんのすけ）
演 - 長谷川慎（THE RAMPAGE）
青葉のクラスメイト。青葉をシャークジムへ勧誘し、応援する。
時和金成（ときわ かねなり）
演 - 佐野岳
代表。元プロ選手。
雨地渉（あまち わたる）
演 - 笠松将
青葉の師匠。シャークジム最強の寝業師。一児の父。

#### 晴天道場
赤沢拳心（あかさわ けんしん）
演 - 椿泰我（IMP.）（幼少期：塚尾桜雅）
総合格闘技界の神童。青葉の隣のクラスの同級生。
玉松光太（たままつ こうた）
演 - 山下永玖（ONE N' ONLY）
青葉の元同級生。父親は大手焼肉チェーン店の経営者。
羽鶴結雅（はづる ゆうが）
演 - 大久保波留（DXTEEN）
空手の高校生チャンピオン。

#### その他
鵺路雁丸（ぬえじ がんまる）
演 - 武知海青（THE RAMPAGE）
ギャングジム所属。「北九州の不沈艦」と呼ばれるパンチャー。
柊愛矛（ひいらぎ あむ）
演 - 大倉空人（原因は自分にある。）
シャチホコジム所属。医大受験生格闘家。
鉢屋守（はちや まもる）
演 - 須見和馬（DDTプロレスリング）
ホーネットジム所属。レスリング出身のサウスポー。

#### ゲスト

##### 第4話
のいぴな
演 - 坂巻有紗

### スタッフ
- 原作 - 波切敦『レッドブルー』（小学館『週刊少年サンデー』連載中）[3]
- 監督 - 林隆行、古澤健[3]
- アクション監督 - 田渕景也[3]
- MMA監修 - 岡見勇信、ブランドン・モレノ、堀口恭司、平良達郎、マネル・ケイプ、デメトリアス・ジョンソン、デイブソン・フィゲイレード、メラブ・ドバリシビリ、ピョートル・ヤン、マルロン・ヴェラ、コーディ・ガーブラント、パトリック・ミックス、イリア・トプリア、アレクサンダー・ヴォルカノフスキー、マックス・ホロウェイ、コナー・マクレガー、ジョゼ・アルド、ヤイール・ロドリゲス、リローン・マーフィー、ジョシュ・エメット、パトリシオ・ピットブル、チャールズ・オリベイラ、ジャスティン・ゲイジー、ダスティン・ポイエー、マイケル・チャンドラー、トニー・ファーガソン、ハビブ・ヌルマゴメドフ、ショーン・シャーク、ベン・ヘンダーソン、カマル・ウスマン、レオン・エドワーズ、シャフカト・ラフモノフ、ジョルジュ・サンピエール
- 脚本 - たかせしゅうほう、木村暉、目黒啓太[3]
- ナレーション - 村杉明彦
- 音楽 - 菊地信哉
- 音楽プロデューサー - フジモトヨシタカ
- 主題歌 - MA55IVE THE RAMPAGE「MY PRIDE」（rhythm zone）[6]
- 制作プロダクション - C&Iエンタテインメント[3]
- 製作 - 「レッドブルー」製作委員会、毎日放送[3]

### 放送日程
| 話数   | 放送日         | サブタイトル                 | 脚本             | 監督   |
| ------ | -------------- | ---------------------------- | ---------------- | ------ |
| 第1話  | 2024年12月18日 | 日陰者が総合格闘技の世界へー | たかせしゅうほう | 林隆行 |
| 第2話  | 12月25日       | 初試合                       | 木村暉           | 古澤健 |
| 第3話  | 2025年01月08日 | 寝技師への道                 | 木村暉           | 古澤健 |
| 第4話  | 01月15日       | MMA甲子園、開幕!             | 目黒啓太         | 林隆行 |
| 第5話  | 01月22日       | 宣戦布告                     | たかせしゅうほう | 古澤健 |
| 第6話  | 01月29日       | 頭脳戦を制すのは…!?          | 目黒啓太         | 古澤健 |
| 第7話  | 02月05日       | レジェンド参戦!?             | たかせしゅうほう | 林隆行 |
| 最終話 | 02月12日       | MMA甲子園、決勝戦。          | たかせしゅうほう | 林隆行 |

### ネット局
| 放送期間                       | 放送時間                     | 放送局      | 対象地域       | 備考                        |
| ------------------------------ | ---------------------------- | ----------- | -------------- | --------------------------- |
| 2024年12月18日 - 2025年2月12日 | 水曜 0:59 - 1:29（火曜深夜） | 毎日放送    | 近畿広域圏     | 製作局                      |
|                                | 水曜 1:28 - 1:58（火曜深夜） | TBSテレビ   | 関東広域圏     |                             |
| 2025年1月11日 - 3月1日         | 土曜 0:56 - 1:26（金曜深夜） | 北海道放送  | 北海道         |                             |
| 2025年2月20日 - 4月10日        | 木曜 0:55 - 1:25（水曜深夜） | RSK山陽放送 | 岡山県・香川県 |                             |
| 2025年3月11日 - 4月29日        | 火曜 1:55 - 2:25（月曜深夜） | RKB毎日放送 | 福岡県         | 初回のみ2:10 - 2:40に放送。 |

### ネット配信
| 配信開始月 | 配信サイト    | 配信料金     | 備考           |
| ---------- | ------------- | ------------ | -------------- |
| 2024年12月 | TVer          | 広告付き無料 | 見逃し配信     |
| 2024年12月 | MBS動画イズム | 広告付き無料 | 見逃し配信     |
| 2024年12月 | Netflix       | 定額制有料   | 見放題独占配信 |

| 毎日放送 ドラマイズム      | 毎日放送 ドラマイズム | 毎日放送 ドラマイズム |
| 前番組                     | 番組名                | 次番組                |
| -------------------------- | --------------------- | --------------------- |
| その着せ替え人形は恋をする | レッドブルー          | アポロの歌            |

### 小学館コミック
以下の出典は小学館コミック（小学館）内のページ。書誌情報の発売日の出典としている。
1. ↑  “『レッドブルー 1』”. 少年サンデーコミックス.  小学館. 2024年11月14日閲覧。
2. ↑  “『レッドブルー 2』”. 少年サンデーコミックス.  小学館. 2024年11月14日閲覧。
3. ↑  “『レッドブルー 3』”. 少年サンデーコミックス.  小学館. 2024年11月14日閲覧。
4. ↑  “『レッドブルー 4』”. 少年サンデーコミックス.  小学館. 2024年11月14日閲覧。
5. ↑  “『レッドブルー 5』”. 少年サンデーコミックス.  小学館. 2024年11月14日閲覧。
6. ↑  “『レッドブルー 6』”. 少年サンデーコミックス.  小学館. 2024年11月14日閲覧。
7. ↑  “『レッドブルー 7』”. 少年サンデーコミックス.  小学館. 2024年11月14日閲覧。
8. ↑  “『レッドブルー 8』”. 少年サンデーコミックス.  小学館. 2024年11月14日閲覧。
9. ↑  “『レッドブルー 9』”. 少年サンデーコミックス.  小学館. 2024年11月14日閲覧。
10. ↑  “『レッドブルー 10』”. 少年サンデーコミックス.  小学館. 2024年11月14日閲覧。
11. ↑  “『レッドブルー 11』”. 少年サンデーコミックス.  小学館. 2024年11月14日閲覧。
12. ↑  “『レッドブルー 12』”. 少年サンデーコミックス.  小学館. 2024年12月18日閲覧。
13. ↑  “『レッドブルー 13』”. 少年サンデーコミックス.  小学館. 2025年3月19日閲覧。
14. ↑  “『レッドブルー 14』”. 少年サンデーコミックス.  小学館. 2025年6月18日閲覧。